# Roger Tahull Compte
Roger Tahull Compte   (Barcelona, 11 de maig de 1997) és un jugador de waterpolo català.
Va ser membre del Club Natació Atlètic Barceloneta, on jugà a la divisió d'honor espanyola des de la temporada 2014-2015 i va guanyar cinc lligues i copes del rei consecutives. El 2020 va fitxar pel Club Natació Barcelona per dos anys.
La temporada 2014-2015 va debutar amb la selecció espanyola absoluta que va assolir el subcampionat mundial el 2019 i el subcampionat europeu el 2018 i el 2020.
Va formar part de l'equip espanyol als Jocs Olímpics d'Estiu de Rio de 2016, on l'equip va acabar en setè lloc. També va participar en els Jocs Olímpics d'Estiu de 2020.